# 이다루비신
이다루비신(Idarubicin, 상표명: Zavedos(영국), Idamycin(미국))은 성인 급성 골수성 백혈병, 성인 및 소아 재발성 급성 림프성 백혈병, 유방암의 치료에 사용하는 안트라사이클린 계열 항생물질이다. 다우노루비신보다 더 강한 세포독성 효과를 가지고 있다.
DNA에 자기 자신을 삽입하고 효소 토포이소머라아제 II를 방해하여 DNA 풀림을 방지한다. 다우노르비신의 유사체이지만 메톡시기가 없으면 지용성과 세포 흡수가 증가한다. 다른 안트라사이클린과 마찬가지로 염색질에서 히스톤 제거를 유도한다. 항 종양 항생제라고 불리는 약물 계열에 속한다.
현재 급성 골수성 백혈병의 1차 치료제로 시토신 아라비노사이드와 병용하고 있다. 급성림프구성백혈병과 급성기의 만성골수성백혈병의 치료에 사용된다.

## 부작용
설사, 위경련, 메스꺼움 및 구토는 이다루비신으로 치료받은 환자들 사이에서 일반적이다.

## 같이 보기
- 안트라사이클린